# Alabanda
Alabanda (chiamata anche hê Alabanda, ta Alabanda, Alabandeus, Alabandensis o Alabandenus) fu un'antica città della Caria, Anatolia, ed era situata dove oggi sorge Doğanyurt (chiamata anche Araphisar), provincia di Aydın, nella parte asiatica della Turchia.

## Descrizione
La città si trova sul punto di valico tra due alture. L'area è famosa per il suo marmo nero e per le gemme che somigliano al granato. Secondo Stefano di Bisanzio vi erano due città di nome Alabanda (Alabandeus) in Caria, ma nessun'altra fonte conferma questa ipotesi.
Secondo la leggenda, la città fu fondata dall'eroe cario Alabandus. In lingua caria il nome è una combinazione dei termini utilizzati per cavallo (ala) e per vittoria (banda). All'inizio del periodo seleucide la città faceva parte della lega crisaoriana, una federazione di città vicine unite da interessi economici e difensivi e, forse, anche dall'etnia. La città fu ridenominata Antiochia dei Crisaoriani in onore del re seleucide Antioco III, il quale mantenne la pace in città. Fu conquistata da Filippo V di Macedonia nel 201 a.C. Il nome ridivenne Alabanda dopo la sconfitta seleucide nella battaglia di Magnesia del 190 a.C.  I Romani la occuparono poco dopo per breve tempo.
Nel 40 a.C. il ribelle Quinto Labieno, alla testa di un esercito di Parti, conquistò la città. Dopo che la guarnigione di Labieno fu sterminata dagli abitanti della città, l'esercito dei Parti depredò la città di tutti i suoi tesori. Sotto l'impero romano la città divenne un conventus iuridicus e anche Strabone ne parla.
La città conia moneta propria fino alla metà del III secolo. Durante l'impero bizantino la città fu sede vescovile. Si conosce l'elenco dei vescovi succedutosi tra il 451 e l'879. Alabanda restò una sede titolare della Chiesa cattolica, Alabandensis. Questa sede è vacante dal 1968.
Le rovine di Alabanda si trovano otto chilometri ad ovest di Çine, e sono composte dai resti di un teatro e di molti altri edifici. Gli scavi archeologici hanno portato alla luce poche iscrizioni.

## Curiosità
Dall'aggettivo alabandinus, attribuito da Plinio il Vecchio, deriva il nome di almandino, la pietra (nesosilicato) che fa parte del gruppo del granato.